# Johan Jakob Tikkanen

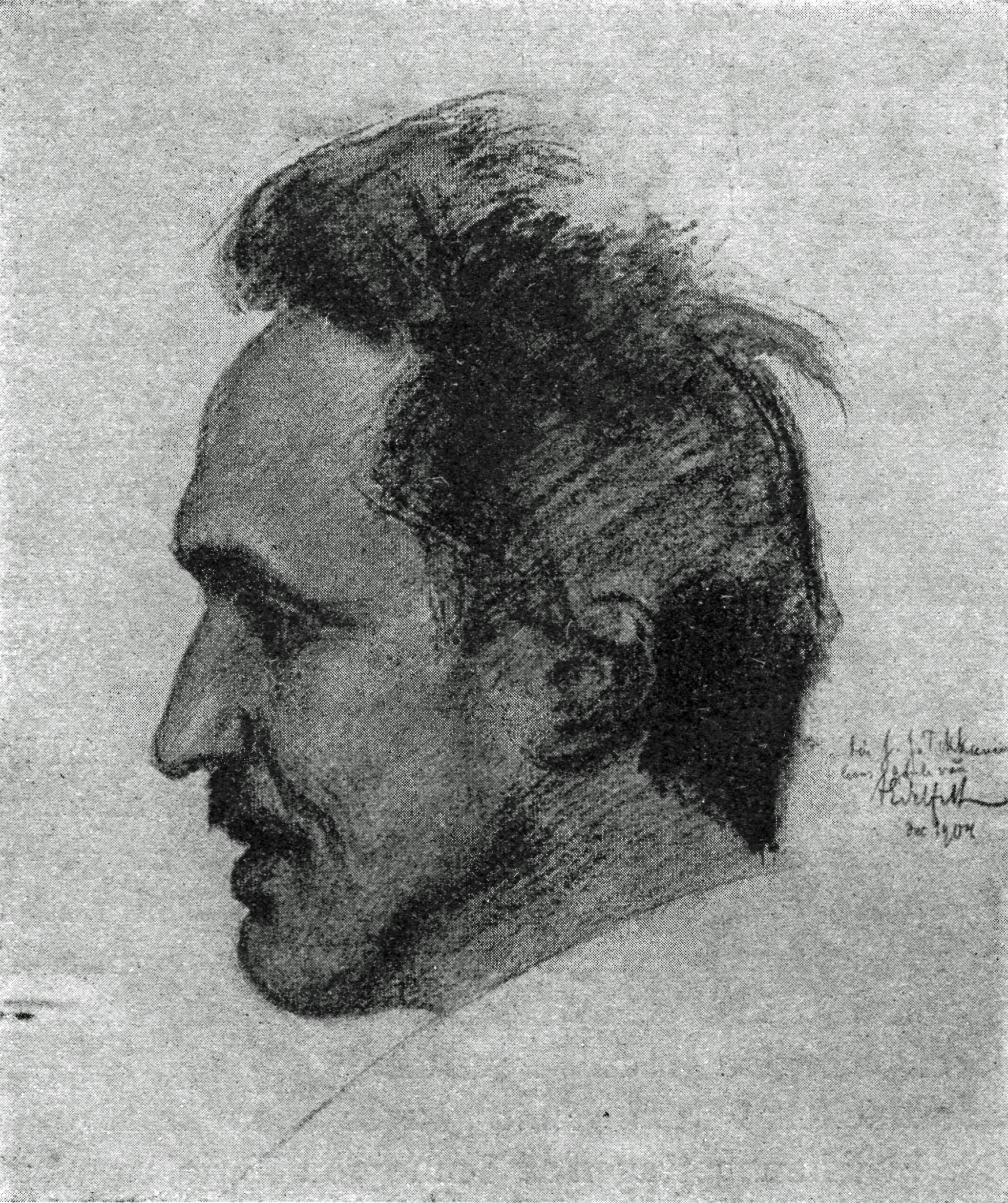
Johan Jakob Tikkanen tecknad av Albert Edelfelt.

Johan Jakob Tikkanen, född 7 december 1857 i Helsingfors, död där 20 juni 1930, var en finlandssvensk konsthistoriker. Han var Finlands första professor i konsthistoria. Han var son till Paavo Tikkanen och farfar till Henrik Tikkanen.
Tikkanen blev student 1876, filosofie kandidat 1880, docent i estetik och konsthistoria vid Helsingfors universitet 1884, extra ordinarie professor i samma ämne 1897 och ordinarie professor 1920–26. Efter en tvåårig resa i Tyskland och Italien skrev han sitt första konsthistoriska arbete, Der malerische Styl Giottos (1884), som följdes av en ikonografisk undersökning, Die Genesismosaiken von S. Marco in Venedig (1889), och av det stora verket Die Psalterillustration im Mittelalter (1895–1903, liksom det föregående tryckt i "Acta Soc. scient. fennicæ"). Venedig och dess konst (1891) är en populärt hållen överblick. Sedan 1892 var han Finska Konstföreningens sekreterare; vid dennas 50-åriga jubileum utgav han en historik, Finska konstföreningen 1846–1896. Han skrev många artiklar i finländska och utländska tidskrifter. Större arbeten från de senare åren är specialstudien Die Beinstellung in der Kunstgeschichte (1912) och Madonnabildens historia och den kristna konsten (1916). 